# Rocket Knight Adventures
Rocket Knight Adventures är ett plattformsspel utvecklat av speltillverkaren Konami till Sega Mega Drive och släpptes 1993. Spelet fick två uppföljare som släpptes till Super Nintendo Entertainment System och Sega Mega Drive. Även om de båda uppföljarna delar namnet Sparkster är det två helt olika spel.

## Handling
Hjälten i spelet är en opussom vid namn Sparkster. Sparkster är ledare för en organisation vid namn Rocket Knights (Raketriddarna) som har som uppgift att skydda landet emot fiendeangrepp. Raketriddarna bär varsin rustning som är utrustad med en jetpack och ett svärd. Skurken i spelet är en svart riddare vid namn Axel Gear, även detta en opussom. Det var Axel Gear som dödade den tidigare ledaren för raketriddarna, Mifune Sanjulo. För denna gärning blev han utkastad ur landet, men nu är han tillbaka och den här gången har han kidnappat landets prinsessa, som är den enda som kan aktivera Pig Star (Grisstjärnan), ett supervapen som kan eliminera hela länder. Det är spelarens uppgift att rädda prinsessan, besegra Axel Gear och rädda världen.

## Spelmotor
För det mesta styr spelaren Sparkster när han går på marken, men man kan även under vissa delar flyga. När Sparkster står på marken kan han hoppa, slå med sitt svärd och ladda upp sin jetpack, som för honom snabbt åt ett av åtta håll när den är fullt laddad vilket tar några få sekunder. Om spelaren inte styr åt något håll när man utlöser jetpacken snurrar istället Sparkster runt på plats med sitt svärd utsträckt vilket dödar alla fiender som kommer i kontakt med honom.
Under vissa delar av spelet får man styra Sparkster i en flygbana där hans jetpack används för att få honom att flyga. Dessa banor är självskrollande, men man har mer kontroll över sin jetpack nu då det går att öka och sänka höjd samt att man nu kan slå med sitt svärd i luften, istället för att ha det utsträckt som ett spjut.

## Nivåer
Spelet består av 7 nivåer:

### Nivå ett
Detta är den första nivån, i den får vi möta karaktärer som Sparkster och Axel Gear för första gången. I denna del attackeras landets slott av grisarmén, som leds av Axel Gear. Nivån slutar när man har räddat slottet och prinsessan blir kidnappad av Axel Gear som fly i sitt luftskepp. Bossen här är en gigantisk robotspindel.

### Nivå två
Den andra nivån har ett bergstema, här följer vi Sparkster när han försöker komma ikapp Axel Gear. Bossen i nivå två är ett robotlokomotiv. En intressant notis är att detta är den enda nivån som saknar en epilog som utvecklar storyn. Itsället kastas spelaren direkt in i nivå tre.

### Nivå tre
Nivå tre har ett grott-tema, i slutet av den här nivån möter Sparkster kungen som hjälper honom komma ifatt Axel Gears luftskepp. Den tredje nivåns boss är en stor robotfisk.

### Nivå fyra
Det är i nivå fyra som spelets story börjar utvecklas mer; denna nivå har ett lufttema. Här följer vi Sparkster när han navigerar sig igenom Axel Gears luftskepp. Bossen är luftskeppets kapten. I slutet av det här kapitlet flyr Axel Gear med prinsessan till grisarméns högkvarter efter att Sparkster kraschat hans luftskepp.

### Nivå fem
Nivå fem har ett teknologiskt tema. På nivå fem infiltrerar sig Sparkster i grisarméns högkvarter. Här slåss Sparkster mot Axel Gear för första gången i varsin gigantisk robot. I slutet av detta kapitel lyckas Sparkster rädda prinsessan, men det visar sig att Grisstjärnan ändå blivit aktiverad, så Sparkster har inget annat val än att bege sig dit.

### Nivå sex
Nivå sex är den enda nivån med endast en bana, men det är en längre bana, en flygbana faktiskt. Nivån visar hur Sparkster tar sig till Grisstjärnan och slåss mot Axel Gear en andra gång. Bossen på den här nivån är ett stridsskepp.

### Nivå sju
Nivå sju är den sista nivån och har ett rymdtema. På den här nivån slåss Sparkster mot griskungen, Axel Gear (för sista gången) och slutligen Grisstjärnans huvuddator. Om man spelat med en svårare svårhetsgrad får man spela en extrabana efter att man besegrat sista bossen. I denna bana ska spelaren styra Sparkster när han färdas tillbaka till jorden och blir attackerad av resterna av den sista bossen. Efter detta är landet i säkerhet.

### Fotnoter
1. ↑  Jonas Mäki (9 april 2017). ”Urcharmiga Rocket Knight-bilder”. Gamereactor. https://www.gamereactor.se/nyheter/21894/Urcharmiga+Rocket+Knight-bilder/. Läst 28 maj 2017.